# Gabinete Português de Leitura de Pernambuco
O Gabinete Português de Leitura de Pernambuco MHM • MHIH é uma biblioteca e centro cultural lusófono localizado na cidade do Recife, capital de Pernambuco, Brasil.
Dentre os três gabinetes portugueses de leitura existentes no Brasil, é o segundo mais antigo e possui o segundo maior acervo, após o gabinete fluminense.

## História
Em 1850, havia um grande número de portugueses radicados em Pernambuco, que não possuíam um local adequado onde pudessem se reunir para cultuar seu país de origem. Procurando uma solução, o Comendador Miguel José Alves, que na época era Chanceler do consulado de Portugal no estado, foi o primeiro a pensar na possibilidade de um Gabinete Português de Leitura em Pernambuco. Mas, se o Comendador foi o responsável pela elaboração da ideia, coube ao cirurgião e jornalista João Vicente Martins fundar — em 3 de novembro de 1850 —, constituir a primeira diretoria, reunir os primeiros associados e viabilizar a instalação, em 15 de agosto de 1851, do Gabinete Português de Leitura de Pernambuco, em seu primeiro endereço, na Rua da Cadeia Velha, Recife.

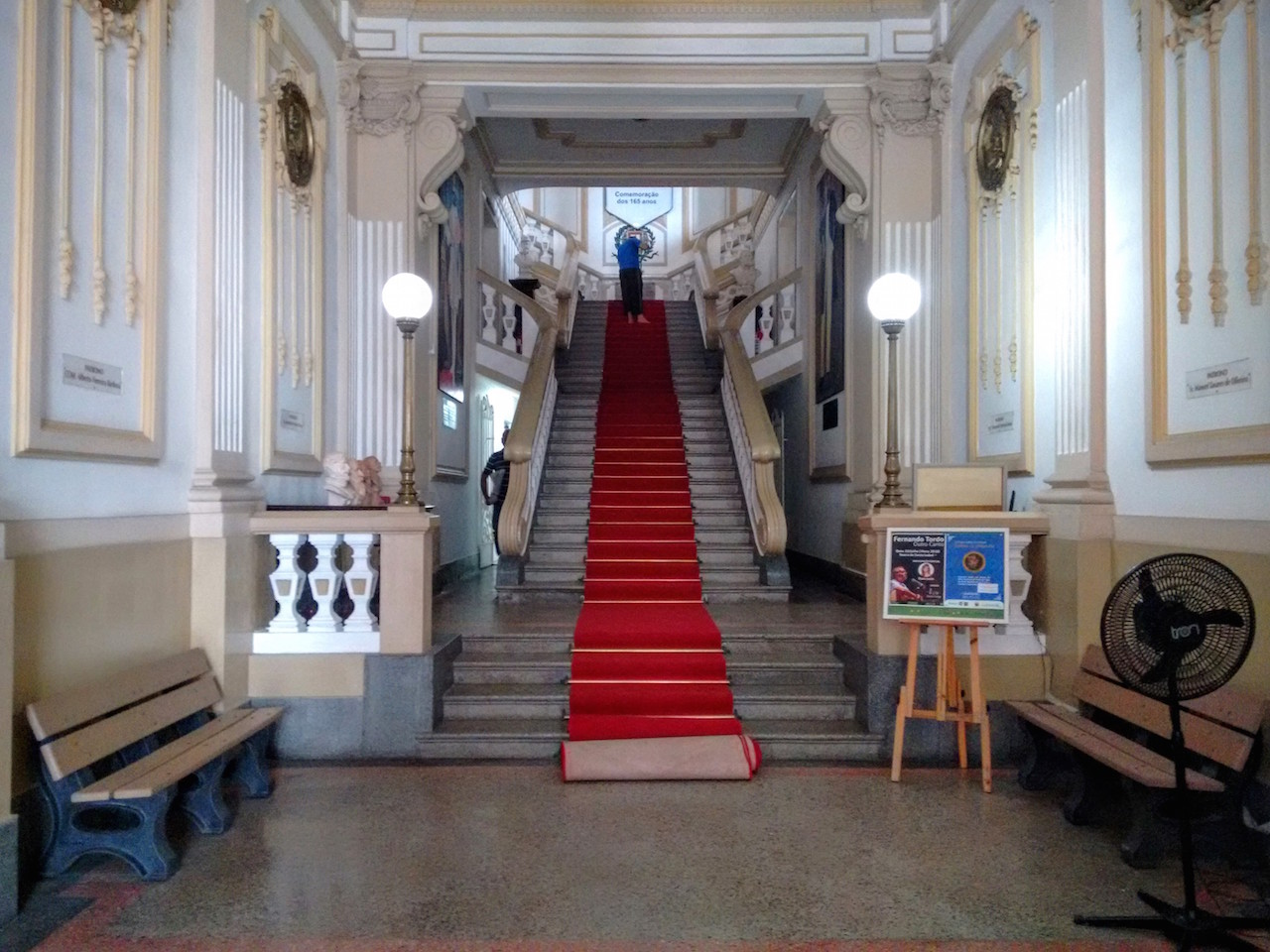
Salão de entrada do Gabinete Português de Leitura de Pernambuco.

O Gabinete Português de Leitura de Pernambuco promove a realização de solenidades, comemorações, seminários, conferências, exposição de livros, fotografias, pinturas, cursos e projeções cinematográficas portuguesas. Sua biblioteca possui um acervo superior a 80.000 volumes. Toda a bibliografia está permanentemente à disposição do público, em sua maioria estudantes brasileiros. Quase 100 pessoas por dia frequentam o gabinete para pesquisar e estudar gratuitamente. No seu valioso acervo, o Gabinete Português de Leitura de Pernambuco mantém obras raras, como livros dos séculos XVII, XVIII e XIX. Entre as mais importantes, destacam-se um manuscrito de um capítulo do livro A Cidade e as Serras de Eça de Queirós e uma biografia de Frei Bartolomeu dos Mártires editada em 1919.
A revista Encontro, desde 1983, é editada pelo gabinete para incentivar o intercâmbio luso-brasileiro na área de Letras e o boletim informativo. A Cidade e as Serras traz notícias de interesse da comunidade.
O atual edifício-sede teve sua construção iniciada em 1909, e foi inaugurado em 1921. O prédio, que tem 3 andares, está localizado na Rua do Imperador Dom Pedro Segundo, número 290, no bairro de Santo Antônio, centro do Recife.
A 23 de abril de 1987, foi feito Membro-Honorário da Ordem do Mérito e a 9 de agosto de 2016 foi feito Membro-Honorário da Ordem do Infante D. Henrique.